# Лукаш Черв
Лукаш Черв (чеськ. Lukáš Červ, нар. 10 квітня 2001) — чеський футболіст, півзахисник «Вікторії» (Пльзень) та молодіжної збірної Чехії.
Чемпіон Чехії. 

## Клубна кар'єра
Народився 10 квітня 2001 року. Вихованець юнацьких команд низки футбольних клубів. У дорослому футболі дебютував 2019 року виступами за празьку «Славію». 
Згодом з 2020 по 2022 рік грав на правах оренди за «Височину» та «Пардубиці», після чого на умовах повноцінного контракту перейшов до «Слована».
На початку 2024 року став гравцем «Вікторії» (Пльзень). 

## Виступи за збірні
2018 року дебютував у складі юнацької збірної Чехії (U-18), загалом на юнацькому рівні взяв участь у 16 іграх, відзначившись одним забитим голом.
Протягом 2021–2023 років залучався до складу молодіжної збірної Чехії. На молодіжному рівні зіграв у 13 офіційних матчах і був учасником молодіжного Євро-2023, де чехи не подолали груповий етап.

## Статистика виступів

### Статистика клубних виступів
Станом на 6 січня 2024
| Сезон              | Команда              | Чемпіонат          | Чемпіонат | Чемпіонат | Національний кубок | Національний кубок | Національний кубок | Континентальні кубки | Континентальні кубки | Континентальні кубки | Інші змагання | Інші змагання | Інші змагання | Усього | Усього |
| Сезон              | Команда              | Ліга               | Ігор      | Голів     | Ліга               | Ігор               | Голів              | Ліга                 | Ігор                 | Голів                | Ліга          | Ігор          | Голів         | Ігор   | Голів  |
| ------------------ | -------------------- | ------------------ | --------- | --------- | ------------------ | ------------------ | ------------------ | -------------------- | -------------------- | -------------------- | ------------- | ------------- | ------------- | ------ | ------ |
| 2019–20            | «Славія»             | 1Л                 | 1         | 0         | КЧ                 | 0                  | 0                  | ЛЧ                   | 0                    | 0                    | -             | -             | -             | 1      | 0      |
| 2020–21            | «Височина»           | 2Л                 | 24        | 7         | КЧ                 | 3                  | 1                  | -                    | -                    | -                    | -             | -             | -             | 27     | 8      |
| 2021–22            | «Пардубиці»          | 1Л                 | 22        | 2         | КЧ                 | 2                  | 0                  | -                    | -                    | -                    | -             | -             | -             | 24     | 2      |
| 2022–23            | «Слован»             | 1Л                 | 32        | 4         | КЧ                 | 3                  | 0                  | -                    | -                    | -                    | -             | -             | -             | 35     | 4      |
| 2023-січ. 2024     | «Слован»             | 1Л                 | 17        | 3         | КЧ                 | 2                  | 0                  | -                    | -                    | -                    | -             | -             | -             | 19     | 3      |
| Усього за «Слован» | Усього за «Слован»   | Усього за «Слован» | 49        | 7         |                    | 5                  | 0                  |                      | -                    | -                    |               | -             | -             | 54     | 7      |
| січ.-черв. 2024    | «Вікторія» (Пльзень) | 1Л                 | 0         | 0         | КЧ                 | 0                  | 0                  | ЛК                   | 0                    | 0                    | -             | -             | -             | 0      | 0      |
| Усього за кар'єру  | Усього за кар'єру    | Усього за кар'єру  | 96        | 16        |                    | 10                 | 1                  |                      | 0                    | 0                    |               | -             | -             | 116    | 17     |

## Титули і досягнення
- Чемпіон Чехії (1):

«Славія»: 2019-2020